# Kett Turton
Kett Turton eg. Birkett Turton Kelly är en amerikansk skådespelare född 4 april 1982 i Portland i Oregon i USA.
Han har medverkat i bland annat Stephen Kings Kingdom hospital (Kings omarbetning av danska "Riket"), Blade: Trinity och även i tv-serien Smallville.
Han fick sin första huvudroll som Darrin, en självmordbenägen tonåring, i filmen Rollercoaster. Han var då bara femton år.
Han började med teater när han var fyra år.